# The Zulu's Heart
The Zulu's Heart è un cortometraggio muto del 1908 diretto da David W. Griffith. Venne prodotto e distribuito dalla American Mutoscope & Biograph.

## Trama
Il capo zulu ha il cuore infranto dopo aver sepolto il cadaverino della sua bambina. Ma la guerra lo richiama; afferrata la zagaglia si lancia insieme ai suoi nella battaglia. Una famiglia di coloni boeri resta vittima dell'attacco. Il padre muore combattendo, la madre si nasconde con la figlioletta, ma viene catturata. Il capo zulu, quando vede la piccola che gli ricorda così tanto il suo recente strazio, si commuove e fa di tutto per liberare la madre e mandarla via insieme alla sua bambina.

## Produzione
Il film venne prodotto dalla American Mutoscope & Biograph e fu girato a Cliffside nel New Jersey.

## Distribuzione
Il copyright del film, richiesto dall'American Mutoscope and Biograph Co., fu registrato il 25 settembre 1908 con il numero H116155.
Distribuito dalla American Mutoscope & Biograph, il film - un cortometraggio in una bobina - uscì nelle sale statunitensi il 6 ottobre 1908.